# 普特曼鎮區 (伊利諾伊州富爾頓縣)
普特曼鎮區（英語：Putman Township）是位於美國伊利諾伊州富爾頓縣的一個行政鎮區。

## 地方資料
根據2010年美國人口普查的數據，普特曼鎮區的面積為91.30平方千米，當中陸地面積為87.00平方千米，而水域面積為4.30平方千米。當地共有人口2040人，而人口密度為每平方千米22.34人。